# Státní dluh Česka

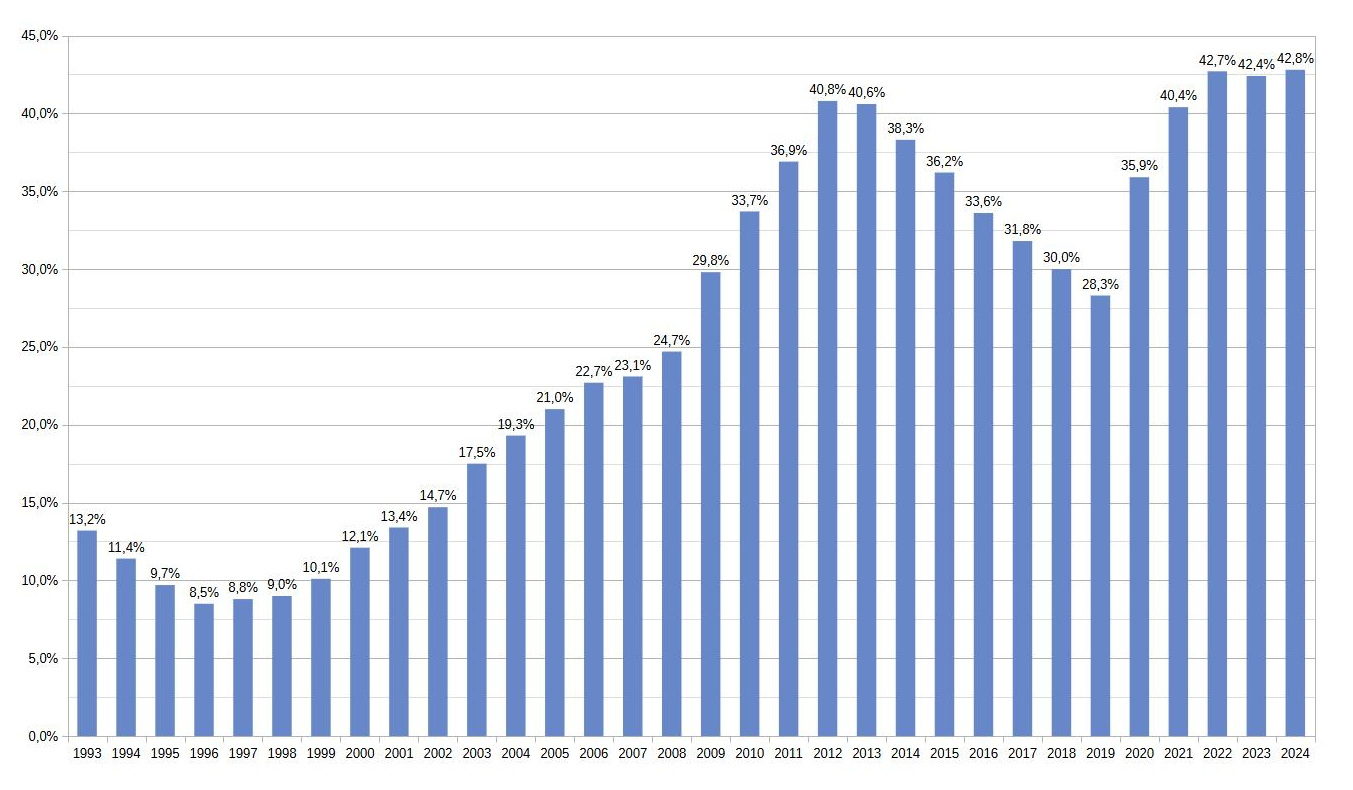
Státní dluh v letech 1993-2024 (v % HDP)

Státní dluh je souhrn finančních závazků státu, jmenovitě jde o státní dluhopisy (obligace) a v menší míře o státní pokladniční poukázky a přímé zápůjčky například od Evropské investiční banky. Český stát pak musí platit věřitelům úroky, tyto náklady se nazývají „obsluha státního dluhu“. Dluh vzniká kumulací deficitů státního rozpočtu.

## Charakteristika
Výdaje na čistou obsluhu státního dluhu činily v roce 2015 45,3 mld. Kč (3,5 % celkových výdajů státního rozpočtu) a byly tak meziročně nižší o 3,2 mld. Kč (6,6 %). Do roku 2023 náklady na obsluhu státního dluhu vzrostly na 68,21 mld. Kč, jejich procentuální podíl na výdajích státního rozpočtu se snížil. V roce 2024 je však očekáván nárůst nákladů na obsluhu dluhu na 95 mld. Kč, což již představuje 4,6 % státního rozpočtu.
Ke konci roku 2023 bylo asi 95 % státního dluhu tvořeno vnitřním dluhem, zahraniční dluh tvořil asi 5 %. Státní dluh tvoří dlouhodobě naprostou většinu celkového veřejného dluhu.
Česko má v porovnání s dalšími členy Evropské unie jeden z nejnižších státních dluhů v poměru k HDP. Ten ke konci roku 2015 dosáhl výše 1,673 bilionu Kč (meziročně o 9,3 mld. Kč více) a jeho podíl na HDP tak činil 37,4 % (meziroční pokles o 1,6 p. b.). Ke konci roku 2023 se státní dluh zvýšil na 3,11 bilionu Kč, jeho podíl na HDP dosáhl 43,7 %.

### Možné záměny
Pojem „státní dluh“ je často mylně zaměňován s veřejným neboli vládním dluhem. Český vládní dluh zahrnuje kromě státního dluhu i dluhy obcí, krajů, veřejných příspěvkových organizací (např. škol), státních fondů a zdravotních pojišťoven. Zaměňovány jsou i pojmy státní dluh a výsledek hospodaření – například v roce 2024 byl výsledkem hospodaření státu schodek 177,2 mld. Kč, avšak nárůst dluhu byl 258,1 mld. Kč, což znamenalo, že si vládní instituce v roce 2024 vypůjčily o 80,9 mld. Kč více, než činila potřeba financování, čímž se tento rok zvýšila aktiva státu.

## Vývoj státního dluhu

Inkrementální vývoj (růst či pokles) státního dluhu ČR v letech 1994–2024 (v mld. Kč)

V prvním roce existence Česka (1993) činil státní dluh 158,8 miliard Kč, což znamenalo 13,3 % HDP. Až do roku 1996 se státní dluh nominálně prakticky neměnil a vzhledem k rostoucímu HDP tak dokonce klesal jeho podíl na HDP. V této době ovšem v ČR existovalo množství tzv. transformačních institucí (např. Konsolidační banka, Česká finanční a Česká inkasní), které poskytovaly rozličné státní záruky a transfery. Tím vznikalo „skryté“ zadlužení mimo státní rozpočet.
Přibližně od roku 1997 státní dluh ČR nepřetržitě rostl a to jak za vlád ČSSD v letech 1998–2006 (cca 608 mld. Kč), tak ODS v letech 2006–2009 a 2010–2013 (cca 715 mld. Kč). Růst státního dluhu se pak podařilo zastavit až v roce 2013, čímž došlo k jeho zvýšení v těchto obdobích o cca 1,5 bilionu Kč (viz tabulka níže).
Státní rozpočet na rok 2014 sestavila úřednická vláda Jiřího Rusnoka a to se schodkem 112 mld. Kč, skutečně však došlo ke schodku jen 77,8 mld. Kč.
V lednu 2014 nastoupila do úřadu vláda Bohuslava Sobotky. Od roku 2014 dochází ke stabilizaci nominální výše státního dluhu. Další rok byl schodek státního rozpočtu nejnižší od roku 2008, když stát hospodařil se schodkem 62,8 miliardy Kč. Snížení deficitu také napomohl vyšší příjem z evropských fondů. V roce 2015 státní dluh poprvé od roku 1995 klesl a to o 19,7 miliardy Kč. Státní dluh se tak v letech 2013–2015 mírně snížil o 10,3 mld. Kč z 1683,3 mld. Kč (41,3 % HDP) na 1673,0 mld. Kč (37,4 % HDP). Schválený rozpočet na rok 2016 počítal se schodkem 70 mld. Kč, nicméně nakonec skončil v plusu 61,8 mld. Kč, tzn. celkový dluh se snížil na cca 1613,4 mld. Kč, k HDP v tomto případě klesl na 34,2 %.
Koronavirová krize v letech 2020 a 2021 přispěla k prohloubení českého dluhu z 29 % na 40 % HDP, i tak však stále jde o menší prohloubení jako například v porovnání se sousedním Německem, kde zadlužení stouplo ze 60 % na 80 % HDP. Dalším faktorem, který přispěl k prohloubení státního dluhu, je zrušení superhrubé mzdy, jejíž zrušení snížilo přínos z daní do státního rozpočtu.  V prvním čtvrtletí 2022 se státní dluh dále zvýšil na 2,59 bilionu Kč. Do konce roku činil státní dluh 2,89 bilionu Kč. V roce 2023 státní dluh narostl na 3,11 bilionu Kč a v roce 2024 na 3,37 bilionu Kč.

## Fiskální ukazatele státního dluhu a salda státního rozpočtu (v mld. Kč)
| rok          | státní dluh | státní dluh | státní dluh      | státní dluh       | saldo státního rozpočtu | saldo státního rozpočtu | saldo státního rozpočtu | HDP  | premiér, jehož vláda schválila státní rozpočet na daný rok | ministr financí, který sestavoval státní rozpočet na daný rok |
| rok          | nominální   | podíl HDP   | změna podílu HDP | výdaje na obsluhu | nominální               | podíl HDP               | změna podílu HDP        | HDP  | premiér, jehož vláda schválila státní rozpočet na daný rok | ministr financí, který sestavoval státní rozpočet na daný rok |
| ------------ | ----------- | ----------- | ---------------- | ----------------- | ----------------------- | ----------------------- | ----------------------- | ---- | ---------------------------------------------------------- | ------------------------------------------------------------- |
| 1993         | 158,8       | 13,2 %      | -                | 14,34             | 1,1                     | 0,1 %                   | -                       | 1205 | Václav Klaus I (ODS, KDU-ČSL, KDS, ODA)                    | Ivan Kočárník (ODS)                                           |
| 1994         | 157,3       | 11,4 %      | -1,7 p. b.       | 13,68             | 10,4                    | 0,8 %                   | +0,7 p. b.              | 1376 | Václav Klaus I (ODS, KDU-ČSL, KDS, ODA)                    | Ivan Kočárník (ODS)                                           |
| 1995         | 154,4       | 9,7 %       | -1,8 p. b.       | 13,27             | 7,2                     | 0,5 %                   | -0,3 p. b.              | 1596 | Václav Klaus I (ODS, KDU-ČSL, KDS, ODA)                    | Ivan Kočárník (ODS)                                           |
| 1996         | 155,2       | 8,5 %       | -1,2 p. b.       | 14,04             | -1,6                    | -0,1 %                  | -0,5 p. b.              | 1829 | Václav Klaus I (ODS, KDU-ČSL, KDS, ODA)                    | Ivan Kočárník (ODS)                                           |
| 1997         | 173,1       | 8,8 %       | 0,3 p. b.        | 17,59             | -15,7                   | -0,8 %                  | -0,7 p. b.              | 1971 | Václav Klaus II (ODS, KDU-ČSL, ODA)                        | Ivan Kočárník (ODS), Ivan Pilip (ODS)                         |
| 1998         | 194,7       | 9,0 %       | +0,2 p. b.       | 18,54             | -29,3                   | -1,4 %                  | -0,6 p. b.              | 2157 | Josef Tošovský (poloúřednická)                             | Ivan Pilip (ODS/US)                                           |
| 1999         | 228,4       | 10,1 %      | +1,1 p. b.       | 16,10             | -29,6                   | -1,3 %                  | +0,0 p. b.              | 2253 | Miloš Zeman (ČSSD)                                         | Ivo Svoboda (ČSSD)                                            |
| 2000         | 289,3       | 12,1 %      | +2,0 p. b.       | 17,38             | -46,1                   | -1,9 %                  | -0,6 p. b.              | 2386 | Miloš Zeman (ČSSD)                                         | Pavel Mertlík (ČSSD)                                          |
| 2001         | 345,0       | 13,4 %      | +1,3 p. b.       | 17,61             | -67,7                   | -2,6 %                  | -0,7 p. b.              | 2579 | Miloš Zeman (ČSSD)                                         | Jiří Rusnok (ČSSD)                                            |
| 2002         | 395,9       | 14,7 %      | +1,3 p. b.       | 18,90             | -45,7                   | -1,7 %                  | +0,9 p. b.              | 2691 | Miloš Zeman (ČSSD)                                         | Jiří Rusnok (ČSSD)                                            |
| 2003         | 493,2       | 17,5 %      | +2,8 p. b.       | 21,54             | -109,1                  | -3,9 %                  | -2,2 p. b.              | 2823 | Vladimír Špidla (ČSSD, KDU-ČSL, US-DEU)                    | Bohuslav Sobotka (ČSSD)                                       |
| 2004         | 592,9       | 19,3 %      | +1,8 p. b.       | 26,77             | -93,7                   | -3,0 %                  | +0,8 p. b.              | 3079 | Vladimír Špidla (ČSSD, KDU-ČSL, US-DEU)                    | Bohuslav Sobotka (ČSSD)                                       |
| 2005         | 691,2       | 21,0 %      | +1,8 p. b.       | 25,33             | -56,3                   | -1,7 %                  | +1,3 p. b.              | 3286 | Stanislav Gross (ČSSD, KDU-ČSL, US-DEU)                    | Bohuslav Sobotka (ČSSD)                                       |
| 2006         | 802,5       | 22,7 %      | +1,7 p. b.       | 31,51             | -97,6                   | -2,8 %                  | -1,0 p. b.              | 3531 | Jiří Paroubek (ČSSD, KDU-ČSL, US-DEU)                      | Bohuslav Sobotka (ČSSD)                                       |
| 2007         | 892,3       | 23,1 %      | +0,4 p. b.       | 33,98             | -66,4                   | -1,7 %                  | +1,0 p. b.              | 3860 | Mirek Topolánek (ODS)                                      | Vlastimil Tlustý (ODS)                                        |
| 2008         | 999,8       | 24,7 %      | +1,6 p. b.       | 37,53             | -20,0                   | -0,5 %                  | +1,2 p. b.              | 4043 | Mirek Topolánek (ODS, KDU-ČSL, SZ)                         | Miroslav Kalousek (KDU-ČSL)                                   |
| 2009         | 1178,2      | 29,8 %      | +5,1 p. b.       | 44,13             | -192,4                  | -4,9 %                  | -4,4 p. b.              | 3954 | Mirek Topolánek (ODS, KDU-ČSL, SZ)                         | Miroslav Kalousek (KDU-ČSL)                                   |
| 2010         | 1344,1      | 33,7 %      | +3,9 p. b.       | 35,62             | -156,4                  | -3,9 %                  | +0,9 p. b.              | 3993 | Jan Fischer (úřednická)                                    | Eduard Janota (nestr.)                                        |
| 2011         | 1499,4      | 36,9 %      | +3,2 p. b.       | 44,97             | -142,8                  | -3,5 %                  | +0,4 p. b.              | 4062 | Petr Nečas (ODS, TOP 09, VV/LIDEM)                         | Miroslav Kalousek (TOP 09)                                    |
| 2012         | 1667,6      | 40,8 %      | +3,9 p. b.       | 41,06             | -101,0                  | -2,5 %                  | +1,0 p. b.              | 4089 | Petr Nečas (ODS, TOP 09, VV/LIDEM)                         | Miroslav Kalousek (TOP 09)                                    |
| 2013         | 1683,3      | 40,6 %      | -0,2 p. b.       | 50,56             | -81,3                   | -2,0 %                  | +0,5 p. b.              | 4143 | Petr Nečas (ODS, TOP 09, VV/LIDEM)                         | Miroslav Kalousek (TOP 09)                                    |
| 2014         | 1663,7      | 38,3 %      | -2,4 p. b.       | 48,29             | -77,8                   | -1,8 %                  | +0,2 p. b.              | 4346 | Jiří Rusnok (úřednická)                                    | Jan Fischer (nestr.)                                          |
| 2015         | 1673,0      | 36,2 %      | -2,1 p. b.       | 45,08             | -62,8                   | -1,4 %                  | +0,4 p. b.              | 4625 | Bohuslav Sobotka (ČSSD, ANO, KDU-ČSL)                      | Andrej Babiš (ANO)                                            |
| 2016         | 1613,4      | 33,6 %      | -2,5 p. b.       | 40,38             | 61,8                    | 1,3 %                   | +2,6 p. b.              | 4797 | Bohuslav Sobotka (ČSSD, ANO, KDU-ČSL)                      | Andrej Babiš (ANO)                                            |
| 2017         | 1624,7      | 31,8 %      | -1,8 p. b.       | 39,43             | -6,2                    | -0,1 %                  | -1,4 p. b.              | 5111 | Bohuslav Sobotka (ČSSD, ANO, KDU-ČSL)                      | Andrej Babiš (ANO)                                            |
| 2018         | 1622,0      | 30,0 %      | -1,8 p. b.       | 40,62             | 2,9                     | 0,1 %                   | +0,2 p. b.              | 5411 | Andrej Babiš (ANO)                                         | Alena Schillerová (ANO)                                       |
| 2019         | 1640,2      | 28,3 %      | -1,7 p. b.       | 39,40             | -28,5                   | -0,5 %                  | -0,6 p. b.              | 5791 | Andrej Babiš (ANO, ČSSD)                                   | Alena Schillerová (ANO)                                       |
| 2020         | 2049,7      | 35,9 %      | +7,6 p. b.       | 39,97             | -367,4                  | -6,4 %                  | -6,0 p. b.              | 5709 | Andrej Babiš (ANO, ČSSD)                                   | Alena Schillerová (ANO)                                       |
| 2021         | 2465,7      | 40,4%       | +4,5 p. b.       | 42,00             | -419,7                  | -6,9 %                  | -0,5 p. b.              | 6109 | Andrej Babiš (ANO, ČSSD)                                   | Alena Schillerová (ANO)                                       |
| 2022         | 2894,8      | 42,7%       | +2,3 p. b.       | 49,7              | -360,4                  | -5,3 %                  | +1,6 p. b.              | 6786 | Petr Fiala (SPOLU, PirStan)                                | Zbyněk Stanjura (ODS)                                         |
| 2023         | 3110,9      | 42,4%       | -0,3 p. b.       | 68,3              | -288,5                  | -3,8 %                  | +1,5 p. b.              | 7619 | Petr Fiala (SPOLU, PirStan)                                | Zbyněk Stanjura (ODS)                                         |
| 2024         | 3365,0      | 42,8%       | +0,4 p. b.       | 88,5              | -271,4                  | -3,4 %                  | +0,4 p. b.              | 8010 | Petr Fiala (SPOLU, PirStan)                                | Zbyněk Stanjura (ODS)                                         |
| 2025 (odhad) |             | 45,1%       | +2,3 p. b.       |                   | -241                    |                         |                         |      | Petr Fiala (SPOLU, PirStan)                                | Zbyněk Stanjura (ODS)                                         |

Zdroje:

## Státní dluhopisy podle typu instrumentu
Státní dluh je tvořen státními pokladničními poukázkami (SPP), spořicími státními dluhopisy (SSD), střednědobými a dlouhodobými státními dluhopisy (SDSD), půjčkami a úvěry od Evropské investiční banky. Složení a vývoj státních dluhopisů podle typu instrumentu znázorňuje následující tabulka (údaje v mld. Kč):

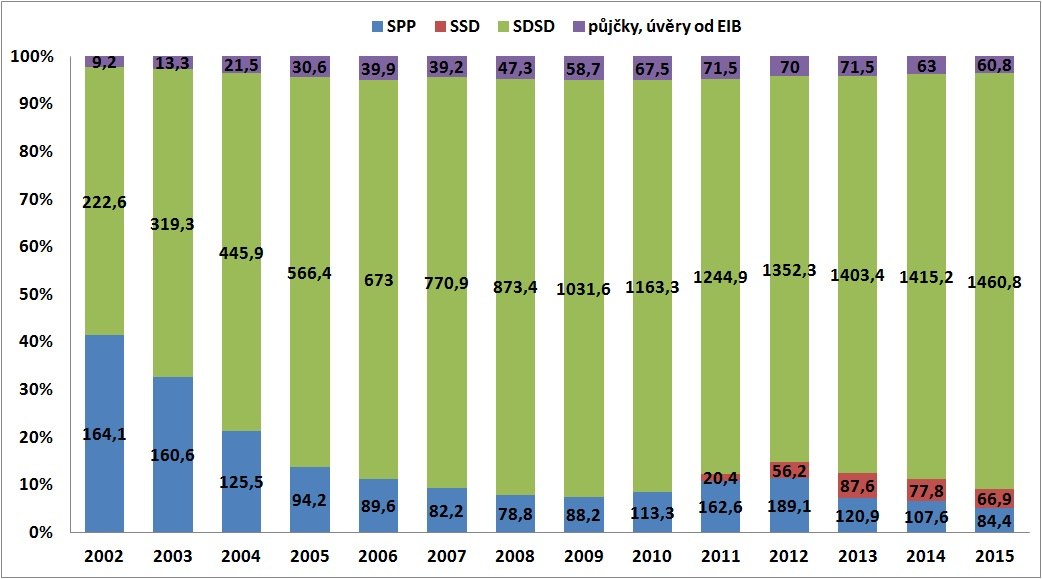
Dekompozice státního dluhu (v mld. Kč):
Státní pokladniční poukázky (SPP)
Spořicí státní dluhopisy (SSD)
Střednědobé a dlouhodobé státní dluhopisy (SDSD)
Půjčky, úvěry od Evropské investiční banky (EIB)

| rok  | státní dluh celkem | půjčky, úvěry od EIB | dluhopisy | dluhopisy           | dluhopisy           | dluhopisy           | dluhopisy | dluhopisy | dluhopisy |
| rok  | státní dluh celkem | půjčky, úvěry od EIB | celkem    | rozdělení nominálně | rozdělení nominálně | rozdělení nominálně | podíly    | podíly    | podíly    |
| rok  | státní dluh celkem | půjčky, úvěry od EIB | celkem    | SPP                 | SSD                 | SDSD                | SPP       | SSD       | SDSD      |
| ---- | ------------------ | -------------------- | --------- | ------------------- | ------------------- | ------------------- | --------- | --------- | --------- |
| 2002 | 395,9              | 9,2                  | 386,7     | 164,1               | 0,0                 | 222,6               | 42,43 %   | 0,0 %     | 57,57 %   |
| 2003 | 493,2              | 13,3                 | 479,9     | 160,6               | 0,0                 | 319,3               | 33,46 %   | 0,0 %     | 66,54 %   |
| 2004 | 592,9              | 21,5                 | 571,4     | 125,5               | 0,0                 | 445,9               | 21,97 %   | 0,0 %     | 78,03 %   |
| 2005 | 691,2              | 30,6                 | 660,6     | 94,2                | 0,0                 | 566,4               | 14,27 %   | 0,0 %     | 85,73 %   |
| 2006 | 802,5              | 39,9                 | 762,6     | 89,6                | 0,0                 | 673,0               | 11,74 %   | 0,0 %     | 88,26 %   |
| 2007 | 892,3              | 39,2                 | 853,1     | 82,2                | 0,0                 | 770,9               | 9,63 %    | 0,0 %     | 90,37 %   |
| 2008 | 999,5              | 47,3                 | 952,2     | 78,8                | 0,0                 | 873,4               | 8,27 %    | 0,0 %     | 91,73 %   |
| 2009 | 1178,5             | 58,7                 | 1119,8    | 88,2                | 0,0                 | 1031,6              | 7,88 %    | 0,0 %     | 92,12 %   |
| 2010 | 1344,1             | 67,5                 | 1276,6    | 113,3               | 0,0                 | 1163,3              | 8,88 %    | 0,0 %     | 91,12 %   |
| 2011 | 1499,4             | 71,5                 | 1427,9    | 162,6               | 20,4                | 1244,9              | 11,39 %   | 1,43 %    | 87,18 %   |
| 2012 | 1667,6             | 70,0                 | 1597,6    | 189,1               | 56,2                | 1352,3              | 11,84 %   | 3,52 %    | 84,64 %   |
| 2013 | 1683,3             | 71,5                 | 1611,8    | 120,9               | 87,6                | 1403,4              | 7,50 %    | 5,43 %    | 87,07 %   |
| 2014 | 1663,7             | 63,0                 | 1600,7    | 107,6               | 77,8                | 1415,2              | 6,72 %    | 4,86 %    | 88,41 %   |
| 2015 | 1673,0             | 60,8                 | 1612,2    | 84,4                | 66,9                | 1460,8              | 5,24 %    | 4,15 %    | 90,61 %   |
| 2016 | N/A                | N/A                  | 1557,1    | 4,2                 | 37,7                | 1515,1              | 0,27 %    | 2,42 %    | 97,30 %   |
| 2017 | N/A                | N/A                  | 1573,5    | 44,01               | 21,5                | 1508                | 2,80 %    | 1,36 %    | 95,84 %   |

## Domácí vnímání státního dluhu
V posledních letech je v ČR téma státního dluhu také tématem politickým, přičemž jednotlivé politické strany se vzájemně obviňují z odpovědnosti za vznik a výši dluhu. Před volbami do PSP v roce 2010 se jednalo o jedno z hlavních témat předvolební kampaně. Například TOP 09 rozesílala občanům symbolické složenky na úhradu jejich údajného podílu na státním dluhu a její místopředseda Miroslav Kalousek tvrdil, že program ČSSD, ale také ODS znamená cestu do Řecka.
ČSSD příčinu a počátky zadlužování připisuje vládám Václava Klause, které vytvářely tzv. skryté dluhy, částečně hrazené jednorázovými, neopakovatelnými příjmy z výnosu privatizace státního majetku a vládám Mirka Topolánka po volbách do PSP v roce 2006. ČSSD dále porovnává míru zadlužení s jinými, většinou více zadluženými zeměmi a nepovažuje tuto výši dluhu za znepokojující. Podle ODS zemi nejvíce zadlužily vlády ČSSD, a to v době hospodářského růstu. Podle TOP 09 vznikl dluh díky devastaci ekonomiky během komunistické diktatury, chybám v období transformace ekonomiky, růstu sociálních výdajů a hospodářské krizi. Podle prezidenta Liberálního institutu Jiřího Schwarze skrytý deficit veřejných rozpočtů již v roce 1998 činil 270 miliard korun. Tento dluh byl podle Schwarze způsoben zpomalením ekonomické transformace v druhé polovině 90. let.

## Zahraniční vnímání státního dluhu
Česko bylo dlouho z Evropské unie kritizováno za tempo zadlužování (nikoliv výši dluhu) a deficitní veřejné rozpočty, které na počátku milénia přesahovaly hodnotu tzv. maastrichtských konvergenčních kritérií, které je nutné plnit, aby země mohla vstoupit do eurozóny. Tato kritéria pak byla dále překračována v letech 2009–2011 vlivem světové krize.
Důležité je také zmínit, že ona pravidla platí pro veřejné rozpočty, nikoliv pro samotný státní rozpočet. Například v roce 2015 činil deficit státního rozpočtu 1,4 % HDP, nicméně díky přebytkovému hospodaření ostatních složek veřejných financí (obce, kraje, zdravotní pojišťovny a další) byl celkový deficit Česka jen 0,4 % HDP, čímž se do požadovaného 3% limitu bez problému vešel. To samé platí pro vládní dluh, jehož hranice je dle kritérií stanovena na 60 % HDP, přičemž vládní dluh ČR ke konci roku 2015 činil 41,1 % HDP.
Zlepšené hospodaření v posledních letech je pozitivně vnímáno ratingovými agenturami, které udělují kredibilitu státních dluhopisů, tedy toho, jak moc je země důvěryhodná z hlediska financí. Každá tato agentura má svoji ratingovou stupnici. Od tohoto hodnocení se pak vyvíjí výnosy státních dluhopisů, tedy úroky, které stát musí platit. Ke konci března 2016 dosahovaly výnosy desetiletých státních dluhopisů Česka hodnoty 0,44 %, naproti tomu u norských dluhopisů to bylo 1,21 %, portugalských 2,75 %, polských 2,82 %, maďarských 3,07 % a u chorvatských dokonce 3,75 %.[zdroj?] V roce 2019 mělo Česko rating Aa3 od Moody's, AA- od Standard and Poor's a AA- od Fitch, jednalo se tak o nejlepší hodnocení země v její historii.
Roky změn hodnocení Česka u tří nejvýznamnějších ratingových agentur znázorňuje tato tabulka (hodnocení v zahraniční měně):
| Rok                 | 1993 | 1994 | 1995 | 1997 | 1998 | 2002 | 2003 | 2005 | 2006 | 2007 | 2011 | 2018 | 2019 | 2020 | 2021 | 2022 | 2023 | 2024 |
| ------------------- | ---- | ---- | ---- | ---- | ---- | ---- | ---- | ---- | ---- | ---- | ---- | ---- | ---- | ---- | ---- | ---- | ---- | ---- |
| Moody's             | Baa3 | Baa2 | Baa1 | Baa1 | Baa1 | A1   | A1   | A1   | A1   | A1   | A1   | A1   | Aa3  | Aa3  | Aa3  | Aa3  | Aa3  | Aa3  |
| Standard and Poor's | BBB  | BBB+ | A    | A    | A-   | A-   | A-   | A-   | A    | A    | AA-  | AA-  | AA-  | AA-  | AA-  | AA-  | AA-  | AA-  |
| Fitch               | -    | -    | A-   | BBB+ | BBB+ | BBB+ | A-   | A    | A    | A+   | A+   | AA-  | AA-  | AA-  | AA-  | AA-  | AA-  | AA-  |